# Oftalmoscopi

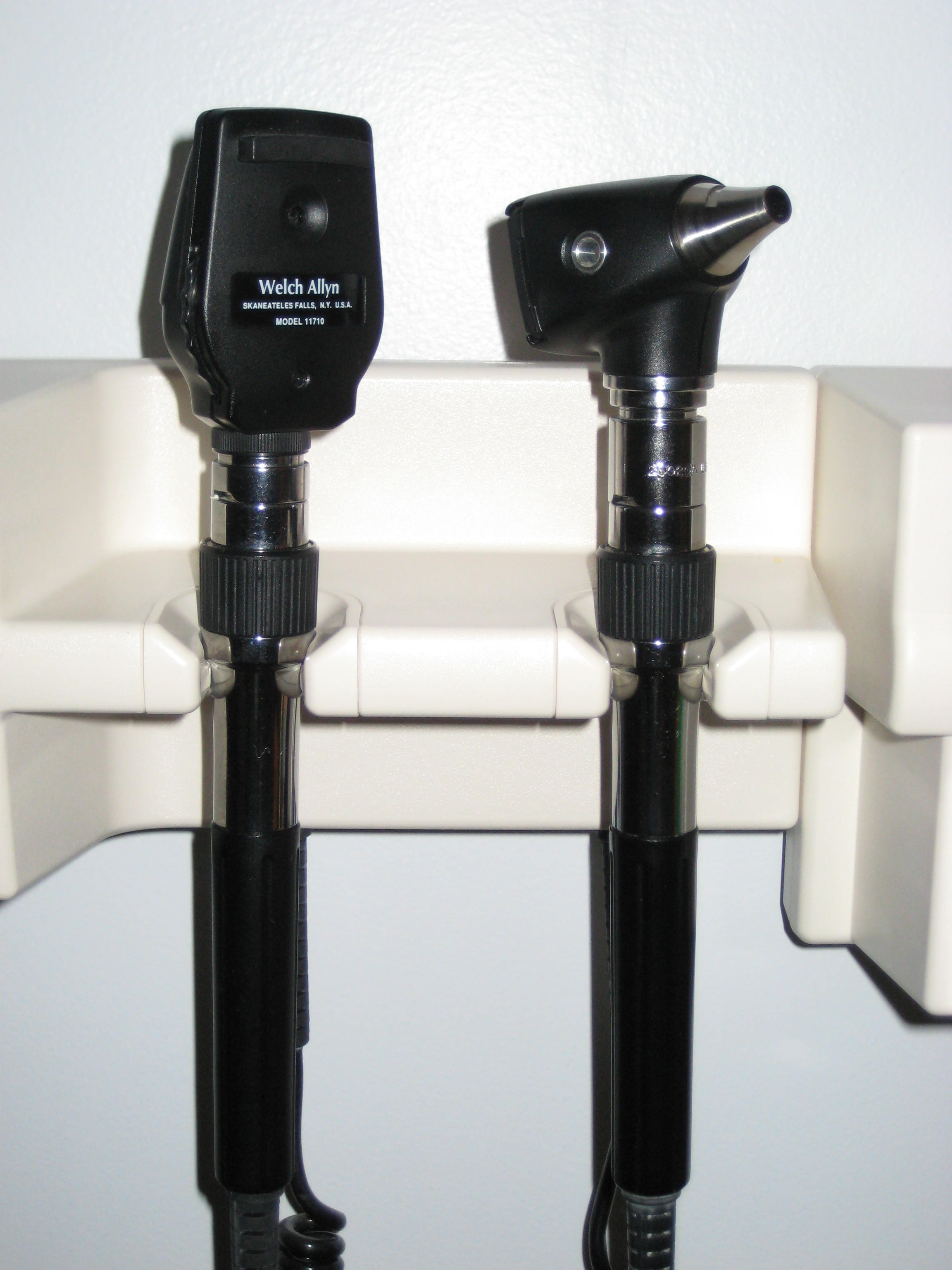
Oftalmoscopi (esquerra) y otoscopi (dreta).

En òptica i en oftalmologia, l'oftalmoscopi és un instrument per veure ampliat el fons de l'ull d'un pacient, en el qual es troba la retina. Va ser inventat per Hermann von Helmholtz el 1851. Per utilitzar-lo, l'explorador (bé sigui òptic o metge) s'ha de posar davant del pacient, mirant-li, i projectar el raig de llum de l'oftalmoscopi, en un ambient de poca lluminositat. Per llei, si qui fa l'exploració és metge oftalmòleg, tindrà permís per dilatar la pupil·la al pacient mitjançant medicaments midríatics. En cas de ser òptic optometrista, l'exploració s'ha de fer sense cap administració de medicaments.
Aquest aparell té variants respecte als seus dispositius, però el seu funcionament bàsic es basa en la reflexió per miralls d'un raig de llum que va al pacient. Disposa de diverses lents de fons de l'ull.
A la cara posterior de l'oftalmoscopi es troba un disc o roda que permet canviar la forma i intensitat de la llum emprada:
- Cercle petit o mitja lluna de llum blanca per pupil·les amb miopies.
- Cercle lluminós de major grandària per a pupil·les dilatades.
- Llum verd o anaeritra que és de longitud d'ona curta i, per tant, es reflecteix en les capes superficials de la retina, permet observar la màcula i els vasos sanguinis amb major definició.
- Sistema de cercles concèntrics amb un estel o cercle central, per objectivar la fixació excèntrica quan se li demana al pacient que miri a la llum i descartar la falsa màcula de l'estràbic

## Examen del fons de l'ull
Consisteix a mirar la retina, especialment els vasos sanguinis, l'entrada del nervi òptic i alteracions mateixes que es poden trobar a la retina (pigmentacions, exsudats, hemorràgies).
Per això, es fa servir l'oftalmoscopi que és un instrument proveït d'una font de llum i un joc de lents amb diferents diòptries que serveixen per enfocar la retina.
L'examen es fa en un ambient fosc. Si és possible, convé dilatar les pupil·les amb un midriàtic.
Aquest examen és necessari practicar diverses vegades per aconseguir destresa. El cap de l'examinador i del pacient han d'estar a la mateixa alçada. La persona que és examinada ha de mirar cap endavant i no moure els seus ulls. Es tracta primer veure el "vermell de l'ull" que és el reflex de la llum en la retina i indica que els mitjans refràctils estan transparents. Després, s'enfoca la retina i es van identificant les estructures que interessen, partint del nervi òptic

## Història

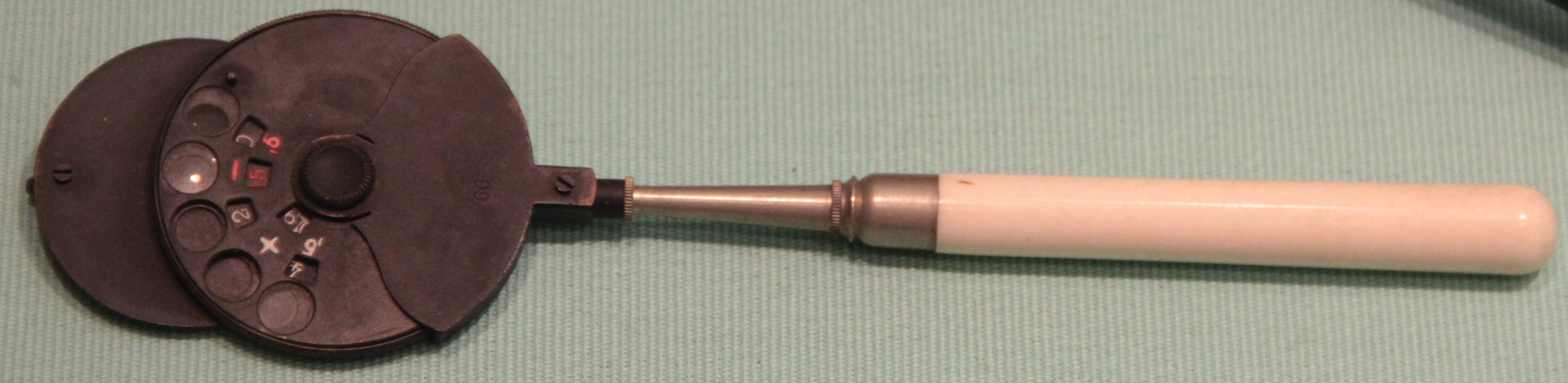
Oftalmoscopi antic

Abans de l'avanç de l'oftalmoscopi, la identificació de les irregularitats del fons de l'ull depenien de l'observació de les modificacions del reflex de color vermell que es veia en la pupil·la. El registre més antic que es té data de 1704, quan Méry va dur a terme la primera observació oftalmoscópica del fons de l'ull en un gat submergit sota l'aigua. Ell investigava les reaccions pupil·lars d'aquest animal a l'aigua, a mesura que el gat s'ofegava seves pupil·les es dilataven, i el fons d'ull es podia veure còmodament, ja que el poder refractiu de la còrnia era contrarestat per la superfície plana de l'aigua. No obstant això Méry no va poder veure la transcendència d'aquest fenomen, i va ser fins al 1709 quan Philippe de la Hire va observar la importància d'aquest fet i el va descriure.
Posteriorment, en el 1847 un matemàtic anglès cognomenat Babbage va fabricar una eina que tenia com a funció el poder veure el segment posterior de l'ull humà. Tres anys després, el 1850, Hermann von Helmholtz el reinventa i a ell se li atribueix la creació d'aquest instrument, ja que va saber la importància d'aquesta eina en els estudis oculars. Aquest mateix any Helmholtz mostra a la societat mèdica de Berlín el primer oftalmoscopi, i un any després publica la descripció d'aquest invent amb el nom d'Augenstegel. És fins al 1853 quan apareix a Anglaterra el terme oftalmoscopi.
El seu oftalmoscopi original consistia en una placa plana de vidre. Se situava una font de llum al costat de l'ull per observar i la placa davant d'ell, en direcció obliqua, perquè una fracció de la llum es reflectís en l'àrea de la placa cap a l'ull. L'observador podia percebre uns quants dels raigs del fons en veure a través de la placa transparent, i així poder aconseguir una imatge del fons que s'il·luminava. La il·luminació era feble, ja que només una petita part de la llum es reflectia en la superfície de la placa. Després Von Helmholtz va incrementar la quantitat de llum que es reflectia en superposar tres plaques planes. Després, va plantejar la part posterior del vidre i el va transformar en un mirall més fort, perquè l'observador pogués veure es va deixar una àrea petita sense platejar o es feia un orifici al mirall (UAG, 2011, en xarxa). Com la il·luminació seguia sent feble pel fet que els raigs que es reflecteixen en un mirall pla són divergents, en 1852 Reute desenvolupar un mirall còncau amb un orifici. També en aquest mateix any Rekoss incorpora dos discos mòbils amb lents que permetien un enfocament més fàcil. Després d'aquests descobriments l'aparell va evolucionar variada i ràpidament, i es van desenvolupar dos tipus d'oftalmoscopi: l'indirecte, en el qual s'insereix una lent entre el focus emissor de la llum i l'ull observat, donant una imatge autèntica, invertida i diminuta de l'ull en estudi, i el directe, que no requereix lent intermèdia i dona una imatge recta, virtual i gran de la retina que es
vol explorar (Delgado, 2010, en xarxa).
Posteriorment, el 1853, Coccius construeix una eina que barrejava els oftalmoscopis dissenyats per Helmholtz i Ruete, i aquest podia utilitzar-se tant per oftalmoscòpia directa com per la indirecta. És fins a 1861 quan Giraud-Teulon inventa el primer oftalmoscopi binocular indirecte, amb aquest l'observador usava una lent convergent davant de l'instrument amb el qual s'aconseguia una petita, virtual i invertida imatge. El 1869 Loring explica el primer oftalmoscopi monocular, la principal característica era que tenia una major flexibilitat en l'elecció de les lents que permetien observar el fons d'ull. Aquest instrument que dissenya Loring és considerat al principi com oftalmoscopi directe, però després va agregar una lent convergent pel que va començar a usar-se com indirecte (UAG, 2011, en xarxa).
El proper progrés que va patir aquest instrument va ser en 1883, quan Adams va crear un oftalmoscopi monocular indirecte, però amb la diferència que se subjectava per davant de l'ull de l'observador mitjançant d'una cinta que es lligava al cap, de manera que ara l'oftalmòleg ja no tenia necessitat de sostenir-lo amb les mans. Un parell d'anys després, Dennett va inventar el primer oftalmoscopi elèctric (Delgado, 2010, en xarxa).
Alguns sostenen que el 1856 Ángel Iglesias va portar d'Europa el primer oftalmoscopi a Mèxic, encara que altres esmenten que Manuel Carmona va ser la primera persona que li va donar un ús important a aquesta eina a Mèxic (Societat Mexicana d'Oftalmologia, 2011, en xarxa). La invenció de l'oftalmoscopi elèctric va ser una troballa summament important, ja que ha servit de base per als oftalmoscopis moderns. Actualment, s'ha aconseguit que aquest aparell projecti la llum per un prisma i aquesta la desviï 90°. Així mateix, consta d'un disc giratori el qual conté diferents lents i les quals l'explorador pot fer girar amb el dit índex. Un altre aspecte important que s'ha modificat respecte a les pràctiques antigues és el maneig d'aquest instrument en les consultes, ja que ara per inspeccionar l'ull dret l'oftalmòleg l'ha d'agafar amb la mà dreta i si és l'ull esquerre amb la mà esquerra.